# Sean Oppenheimer
Pour les articles homonymes, voir Oppenheimer.
Sean Oppenheimer, né à Melbourne le 7 octobre 1967, est un homme d'affaires et homme politique nauruan.

## Biographie

### Jeunesse et affaires
Il est le fils de Desmond Oppenheimer, un Irlandais installé en Australie puis à Nauru, et de Sophie Oppenheimer, autochtone nauruane de la tribu Eamwit et nièce de Hammer DeRoburt, le premier président de la République de Nauru. Desmond Oppenheimer travaille un temps pour la British Phosphate Commission, compagnie australienne exploitant les réserves de phosphate de Nauru, tandis que son épouse fonde en 1965 l'entreprise Capelle & Partner, initialement une petite boutique de vêtements, de jardinage et d'objets d'artisanat local.
Après sa scolarité primaire à Nauru, Sean Oppenheimer est éduqué dans une grammar school à Melbourne, en Australie. Il travaille à partir de 1989 comme directeur général de Capelle & Partner, qui devient « le seul supermarché de Nauru »,, ; l'entreprise propose également, au XXIe siècle, des services d'hôtellerie et de location de voitures et de bateaux.

### Responsable sportif
Dans les années 2000, il s'engage dans l'administration sportive. En 2008, il devient président de la Fédération nauruane de boxe. En 2009 il devient membre du conseil exécutif du Comité olympique de Nauru, dont il devient vice-président en 2013, puis secrétaire-général. À partir de 2013 il est également membre du conseil exécutif de la Confédération océanienne de boxe. Il est le chef de mission de la délégation sportive nauruane aux Jeux du Commonwealth de 2010 à New Delhi, puis aux Jeux olympiques de la jeunesse de 2014 et de la petite délégation nauruane aux Jeux olympiques d'été de 2016 à Rio de Janeiro,.

### Carrière politique
De 2011 à 2016, puis à nouveau à partir de 2021, Sean Oppenheimer est consul honoraire d'Israël à Nauru, les deux pays ayant de bonnes relations (en) mais n'ayant pas d'ambassades réciproques,.
Il est élu député de la circonscription d'Ewa-et-Anetan au Parlement de Nauru aux élections de juillet 2016, battant l'ancien président de la République et athlète olympique Marcus Stephen dans cette circonscription. Il se range du côté de l'opposition parlementaire, portant le nombre des députés d'opposition à trois (Riddell Akua, Kieren Keke et lui) face au gouvernement autoritaire du président Baron Waqa et de l'influent ministre de la Justice David Adeang. Il ne se représente pas aux élections de 2019.